# Gangstar: Vegas
Gangstar: Vegas est un jeu vidéo de type GTA-like sorti en 2013 pour Android et iOS (iPhone, iPod Touch et iPad), il est édité par Gameloft et développé par le studio interne Gameloft Montréal Sorti en juin 2013, il s'agit du septième épisode de la série Gangstar, après Gangstar Rio: City of Saints.

## Accueil
- Pocket Gamer : 2/5[2]
- TouchArcade : 4/5[3]